# Cửa khẩu Tân Nam
Cửa khẩu quốc tế Tân Nam là cửa khẩu quốc tế đường bộ tại vùng đất xã Tân Biên, tỉnh Tây Ninh, Việt Nam .
Cửa khẩu quốc tế Tân Nam thông thương với cửa khẩu Meanchey ở vùng đất xã Krabau huyện Kamchay Mear tỉnh Prey Veng, Vương quốc Campuchia. Cửa khẩu Tân Nam được nâng cấp lên cửa khẩu Quốc tế tháng 10/2017 .